# Baniana centrata
Baniana centrata là một loài bướm đêm trong họ Erebidae.